# Inverted repeat
Een inverted repeat (afgekort als IR) is een sequentie van nucleotiden die downstream (verderop in het DNA) op de complementaire keten in tegengestelde richting wordt herhaald. Deze stroomafwaartse sequentie noemt men de reverse complement. De afstand tussen de initiële sequentie en het reverse complement varieert. Als er geen tussenliggende nucleotiden voorkomen spreekt men van een palindroomsequentie. Een voorbeeld van een inverted repeat is: 5'--TTACGnnnnnnCGTAA--3'. De in hoofdletter genoemde nucleotiden zijn complementair aan elkaar.
Dergelijke herhalingssequenties kunnen betrekking hebben op een paar nucleotiden of op een volledig gen. Ze kunnen zeer verspreid over het chromosoom voorkomen of juist direct achter elkaar liggen: men spreekt dan van een tandemsequentie. Een tandemsequentie kan in eukaryoten wel duizenden keren verspreid over het genoom terugkomen. Herhalingssequenties van ongeveer 10-100 basenparen noemt men minisatellieten, kortere herhalingssequenties van 2-4 basenparen noemt men microsatellieten. Hoewel de meeste herhalingssequenties in de centromeren en telomeren voorkomen, bevindt een groot deel zich in het niet-coderend DNA.
Inverted repeats komen voor bij eukaryoten, prokaryoten en zelfs in het genoom van chloroplasten en mitochondriën. Ze vervullen een aantal belangrijke biologische functies. Ze vormen de grenzen van transposons en geven regio's aan die in staat zijn tot zelfcomplementaire basenparing (zoals pseudoknopen). Deze aspecten spelen een belangrijke rol bij de stabiliteit van het genoom en dragen bij aan de celevolutie, genetische diversiteit en afwending van mutaties.

## Voorbeelden
Een ander voorbeeld van een inverted repeat is:
5’--CCATGnnnnnnCATGG--3’
3’--GGTACnnnnnnGTACC--5’
Een inverted repeat moet niet worden verward met een direct repeat, waarin de herhaalde sequentie niet is omgekeerd:
5’--TTACGnnnnnnTTACG--3’
3’--AATGCnnnnnnAATGC--5’